# ナインウエスト

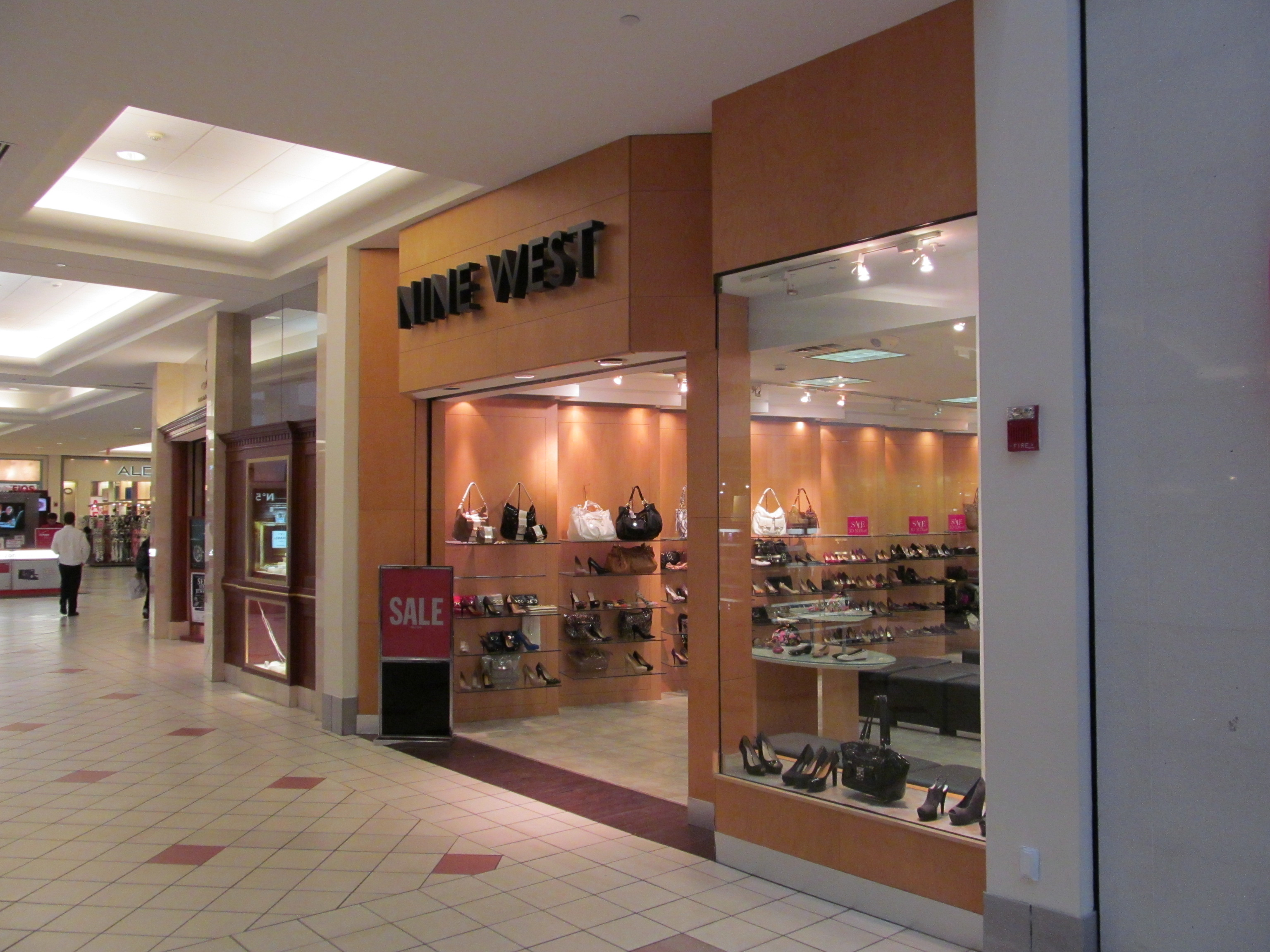
マサチューセッツ州ブレインツリーのサウス・シュー・プラザのナインウエスト

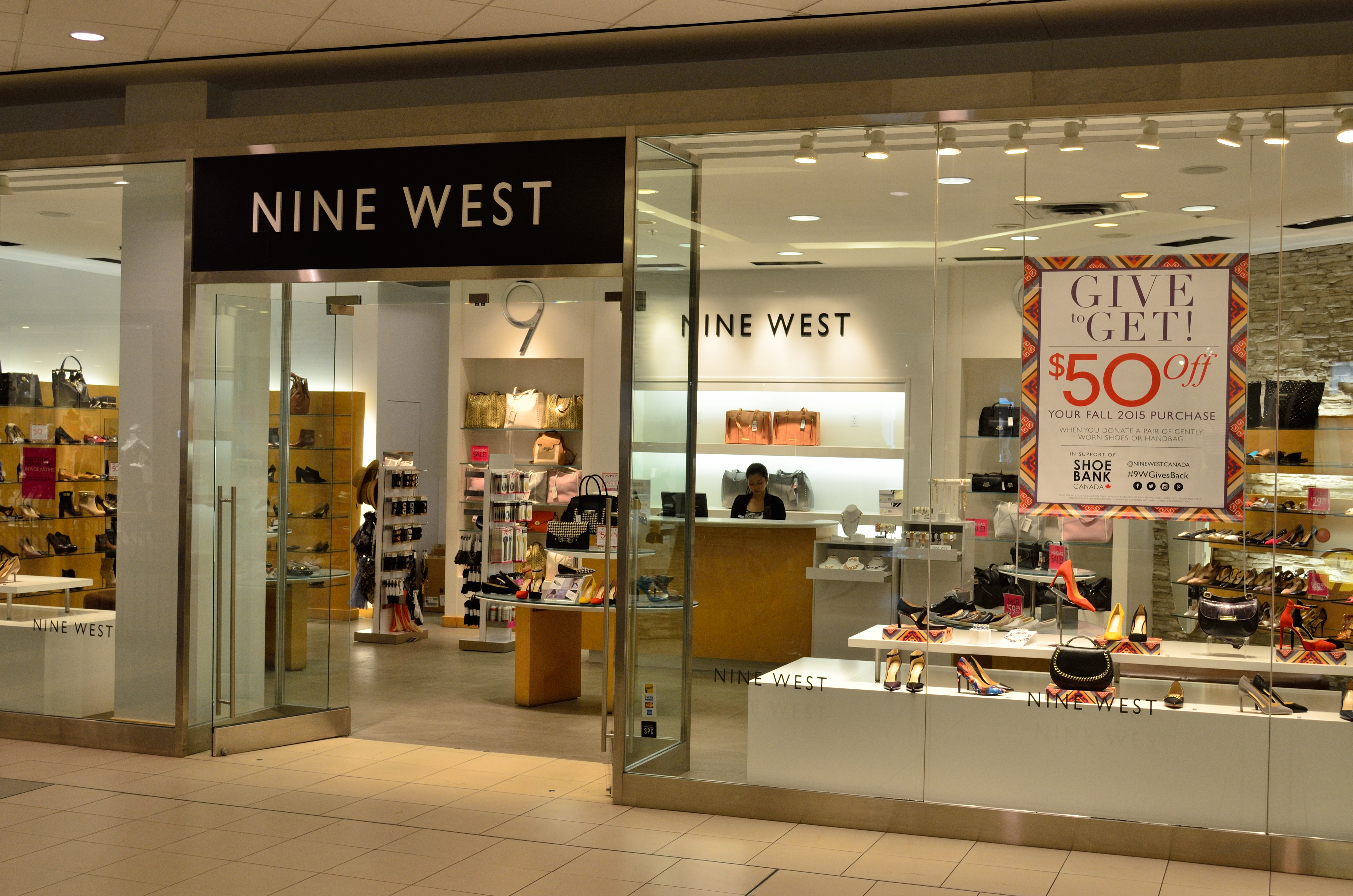
CFプロムナードのナインウエスト

ナインウエスト（英：Nine West）は、ファッションの卸売り、小売企業である。本社はアメリカニューヨークのホワイト・プレインズにある。婦人靴、ブーツ、パンプス、サンダルが主な商品であるが、バッグやポーチなどのアクセサリーも販売している。

## 歴史
ナインウエストという名前は、第一号店をニューヨークナインウエストの57丁目のソロービルにオープンしたことに由来する。1983年に小売店を
スタンフォードに開き、1986年にニューヨーク初の婦人靴ブランドとして全米に宣伝のキャンペーンを打ち出した。

### 国外展開
1994年から国外にも展開を始め、57カ国で800を超える店舗を抱えている。
1999年にジョーンズグループによって買収された。
2006年からヴィヴィアン・ウエストウッド、タクーン、ソフィア・ココサラキとカプセル・コレクションズで、2009年にはニューバランスと共同制作をした。そしてフレッド・アラードがクリエイティブ・ディレクターとして働くようになった。

### 破産
2015年7月7日、カナダの卸売り業者で小売商でもあるシャーソン・グループが破産の申し立てを行った。

## 展開しているブランド
- Nine West
- Boutique 9
- Nine West Vintage America Collection